# Vinho Verde

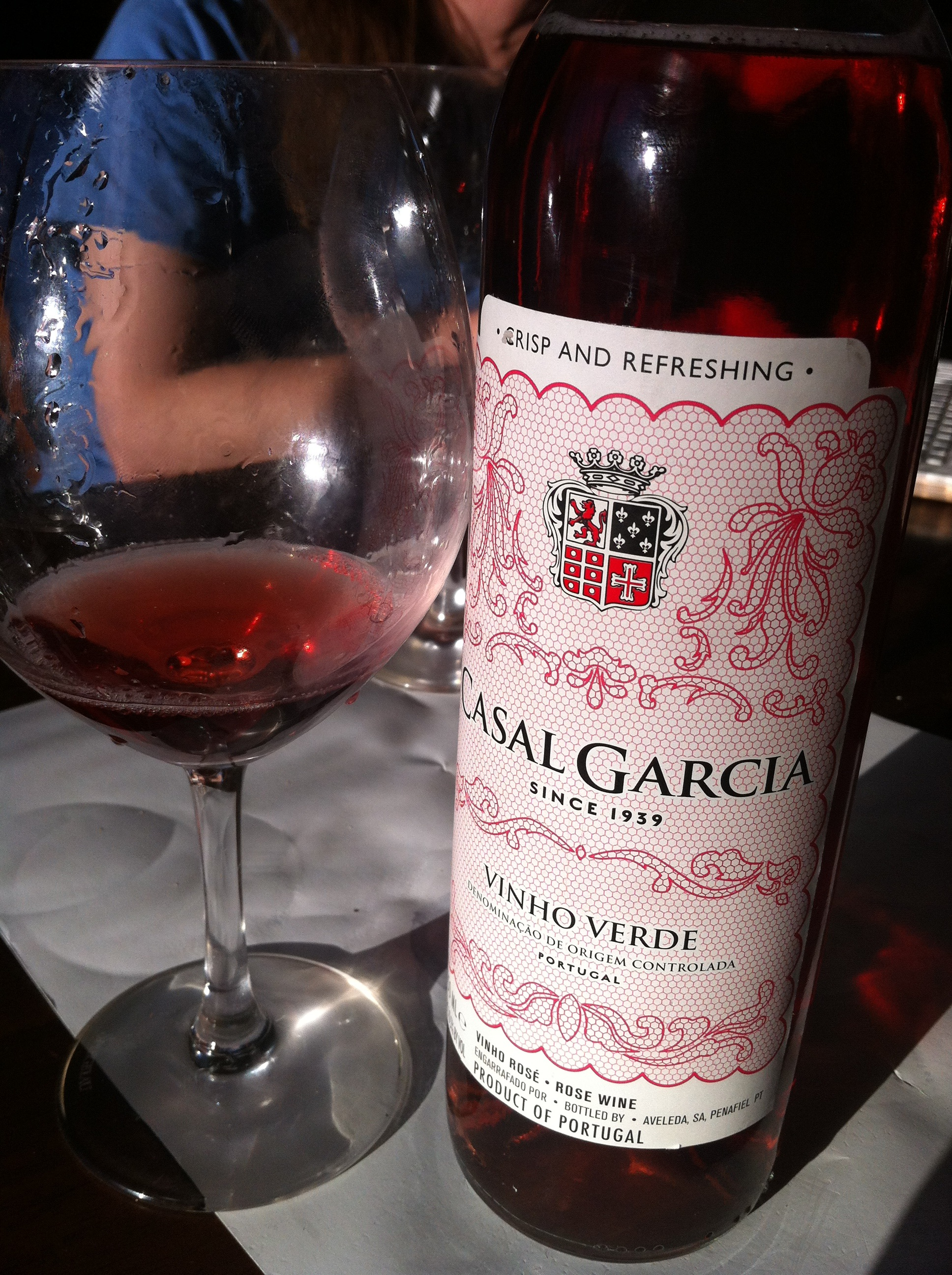
Vinho Verde rosé

Mappa dell'area di produzione del Vinho Verde

Il Vinho Verde (in italiano: Vino Verde) è un vino portoghese originario della provincia storica del Minho nell'estremo nord del paese.
L'attuale regione del Vino Verde, designata nel 1908, include anche la vecchia provincia di Minho (nel 1976 la vecchia provincia fu dissolta) e l'area adiacente.
Il Vinho Verde non è una varietà d'uva, significa "Vino Verde", e si traduce come "vino giovane", in opposizione al vino più maturo. Può essere rosso, bianco o rosé, e deve essere consumato entro un anno dall'imbottigliamento.
Inizialmente, la leggera effervescenza del vinho verde era originale e derivante dalla fermentazione malolattica, che si opera nella bottiglia. Tra i produttori di vino, questo di solito è considerato un difetto, ma i produttori di vinho verde hanno scoperto che ai consumatori piace che il prodotto abbia una natura leggermente frizzante (in portoghese, questo spunto si chiama agulha, cioè ago) e oggi non ci si affida più a questa pratica naturale e al posto della fermentazione si effettua una carbonazione artificiale.
Comunque i vini debbono essere conservati in bottiglie opache per nascondere la torbidità e i sedimenti che la fermentazione malolattica produce.

## Collegamenti esterni

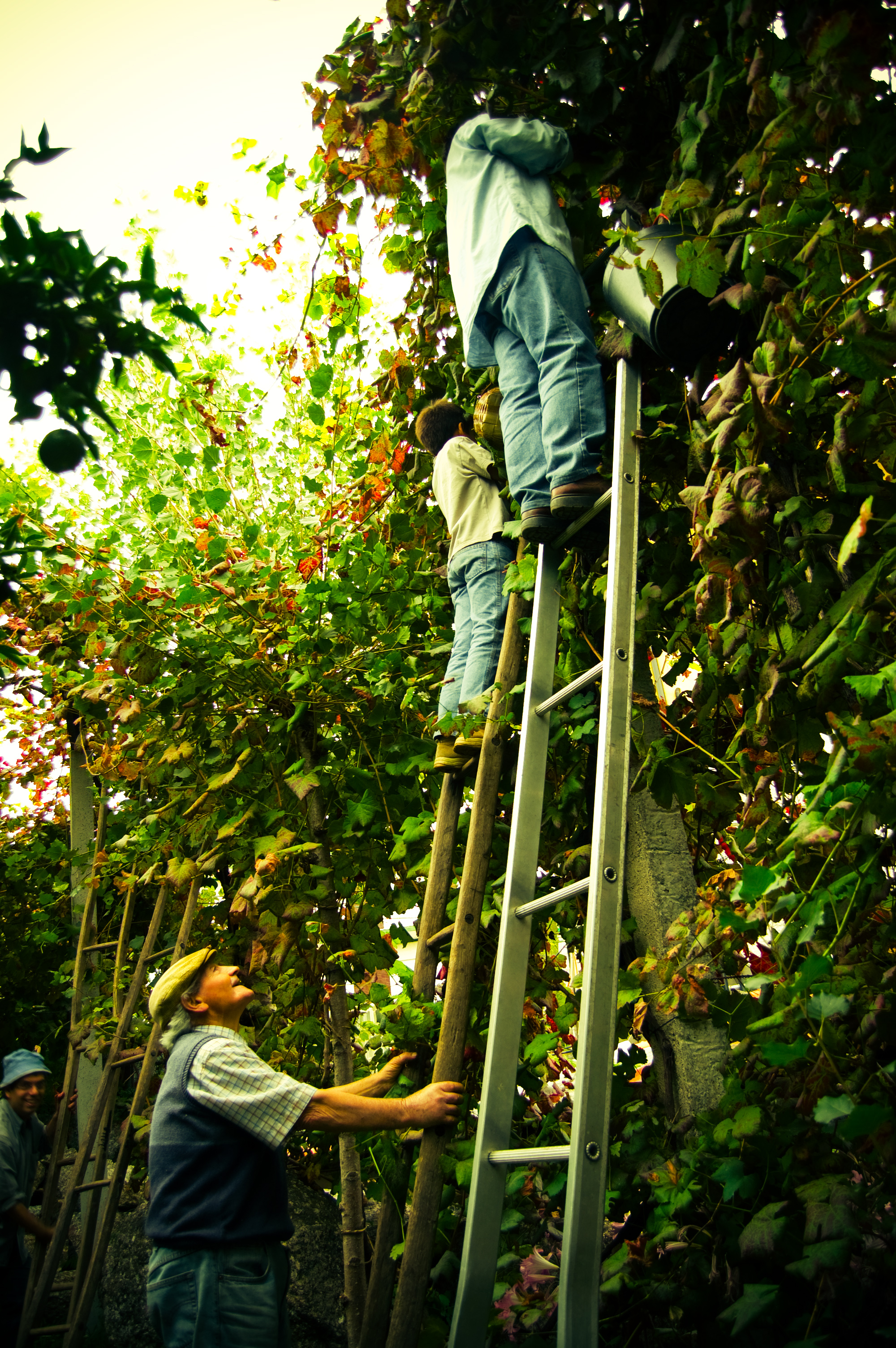
Vendemmia tradizionale nelle zone del Vinho Verde, con alte scale che permettono di arrivare fino alla parte superiore delle vigne (vinha de enforcado) - Guimarães (Minho)